# Джебь (посёлок)
Джебь — поселок в Курагинском районе Красноярского края России. Входит в состав городского поселения город Артёмовск.

## География
Находится  примерно в  13 километрах по прямой на север от города Артёмовск у одноименного железнодорожного разъезда.

## Климат
Климат резко континентальный с холодной зимой и жарким летом, суровый, с большими годовыми и суточными амплитудами температуры. Среднегодовая температура воздуха— 1,5°С. Зима суровая и продолжительная. Морозы доходит до минус 40°С. Лето теплое, продолжается свыше двух месяцев. Безморозный период длится 106 дней; дней с температурой 5°С и более — 129. Среднегодовая температура колеблется от 0°С до минус  1°С. Продолжительность безморозного периода от 105 дней до 97 дней. Количество осадков 320—500 мм. Максимум осадков приходится на лето.

## Население
| 2010 | 2012 | 2013 | 2014 | 2015 | 2016 | 2017 |
| ---- | ---- | ---- | ---- | ---- | ---- | ---- |
| 5    | →5   | →5   | ↘4   | ↘2   | →2   | →2   |

Постоянное население составляло 2 человека в 2020 году.

## Достопримечательности
Козинский виадук на железной дороге. 2-й Джебский тоннель.